# 沈冰山
沈冰山（1934年4月—2014年2月25日），福建省诏安县南诏镇人，盲人、中华人民共和国书画家。
早年喜爱书法，1958年，患上眼疾后手术失败而永久失明。但仍然笔耕不辍，创作“沈氏盲人绘画技法”，著有《荷花》、《葫芦》、《芦苇麻雀》、《芭蕉小鸡》、《荷魂》等作品，获得首届全国残疾人艺术作品特别奖等奖项。2014年去世。